# هينان بومونت
هينان بومونت (بالفرنسية: Hénin-Beaumont)‏ هي بلدية تقع في إقليم باد كاليه من منطقة نور با دو كاليه في شمال فرنسا. تبلغ مساحة هذه المدينة 20.72 (كم²)، وترتفع عن سطح البحر 32 م، يبلغ عدد سكانها 26100 نسمة حسب إحصاء المعهد الوطني للإحصاء والدراسات الاقتصادية سنة 2009 م. وترأس Eugène Binaisse البلدية خلال فترة (2010-2014).

## توأمة
لهينان بومونت اتفاقيات توأمة مع كل من:
- ويكفيلد
- كونين
- رولينج ميدوز
- هيرنه
- ويكفيلد [الإنجليزية]‏

## أعلام
- ماتيو باودرليكي
- لوان أمرا